# 21254 Jonan
21254 Jonan este un asteroid din centura principală de asteroizi.

## Descriere
21254 Jonan este un asteroid din centura principală de asteroizi. A fost descoperit pe 24 ianuarie 1996 la Kumamoto de Juro Kobayashi. Asteroidul prezintă o orbită caracterizată de o semiaxă mare de 2,67 ua, o excentricitate de 0,06 și o înclinație de 21,5° în raport cu ecliptica.